# Noordbroekstermeer
Het Noordbroekstermeer is een voormalig meertje of meerstal ten noordwesten van Noordbroek in de provincie Groningen. Het Broeckster meer wordt in 1503 voor het eerst vermeld; waarschijnlijk werd hiermee echter het Sappemeer bedoeld. In 1580 is echter sprake van het Broexter meer bij Noordbroek. Het meertje is omstreeks 1614 drooggelegd, vermoedelijk met een poldermolen. De ontwatering vond plaats via de Ringsloot en de Molensloot.